# 黃唇魚
黃唇魚（学名：Bahaba taipingensis），又稱為黃鰲魚、大澳魚、金錢鰵、金錢鮸（閩粵）、黃甘（溫州）等。是一种中國的特有種，最長達2米，最重達100公斤，是世界上和南中國海石首魚科物種中體型最大的。第一次被在西方科學界描述是於1930年代，牠的分佈狹窄，局限於中國南部沿海，且十分罕見。黃唇魚是在世界自然基金會挑選的「海洋十寶」中其中一員，是當中最瀕危，但被關注程度卻最低的十寶。中國亦有黃唇魚水產養殖業。以黃唇魚的魚鰾所制成的花膠十分珍貴，常被蜑家人視為家傳之寶。

## 分佈
只確實見於太平洋西北部的福建、上海、浙江、香港和澳門沿岸，亦有記錄於台灣海峽。有可疑的發現報告於越南一方的北部灣。
在香港，黃唇魚主要棲息在南面水域，如青山一帶水域、索罟灣和蒲台島等。
發現報告主要於河口，可見於半鹹淡水和海洋。
長江、舟山群島、閩江和珠江河口的香港至太平水域曾是牠們的繁殖地，夏季期間繁殖於半鹹淡水的河口沙質或泥質環境。有集體產卵的習性。在珠江河口，根據漁民的資料，較多的產卵個體和相信較合適的環境所估計，相信東莞仍有黃唇魚繁殖。

## 食物
主要以蝦、螃蟹和其它甲殼綱動物為食。
捕食習性也有說是季節性的，從12月至5月，主要捕食蝦，6月至8月捕食彈塗魚，9月至11月捕食狗棍魚（Saurida sp.）。

## 威脅
黃唇魚面臨沉重的捕魚壓力，由於黃唇魚的魚鰾價格高昂，引致過度採捕問題嚴重，魚獲產量不斷下降，體型也不斷縮小。濫捕令能生長至成熟階段的黃唇魚減少，捕獲的黃唇魚很多也未成年，沒有商業價值。
而捕魚科技愈加先進，回聲探測器和炸藥捕魚等科技，也大大加劇過度採捕問題。
長江三角洲和珠江三角洲的填海及發展，污染等威脅到黃唇魚的繁殖和生存。
非法採捕問題亦十分嚴重，雖然列為中國國家二級保護動物和廣東省受保護水生動物，但黃唇魚現今價格可以高至每條100萬港元，強大的經濟誘因令非法捕捉和買賣持續。
在香港，黃唇魚曾是大澳重要魚穫，有「大澳魚」之稱，但濫捕及水質惡化令黃唇魚愈來愈罕見。香港仍沒有管制禁捕黃唇魚，在本港水域捕殺並非違法。香港政府於2007年提出在大鴉洲興建液化天然氣接收站的建議亦有可能影響在港繁殖的黃唇魚。

## 保護
中國國家一級保護動物和廣東省受保護物種以及國家重點保護水生野生動物，在中國買賣黃唇魚是違法行為。2005年於珠江河口的東莞市設立一個東起威遠島西岸，南至太平水道南河口，西起廣州交界，北至太平水道北河口，面積達686公頃的黃唇魚國家保護中心（黃唇魚市級自然保護區），以保護其繁殖地。
黃唇魚亦於2006年世界自然保護聯盟（IUCN）紅色名錄列為極危。
黃唇魚至今仍未列入瀕危野生動植物種國際貿易公約（CITES）附錄中。
在香港，只有佔全港水域2％的沙洲及龍鼓洲海岸公園作禁捕區提供保護，但仍沒有管制禁捕黃唇魚，在本港水域捕殺黃唇魚並非違法。

## 經濟價值
黃唇魚的魚鰾價格高昂，較同等重量的黃金為貴。
魚鰾可製成中國傳統的「鮑參翅肚」中的「肚」，即被認為最上等的花膠，白花膠或稱黃鰲膠，白花膠。
中醫指花膠能療傷鎮痛。魚鱗和魚肉是中藥藥材。
由於黃唇魚非常珍貴，大型的黃唇魚價格甚至高至每條100萬港元。

## 釣捕紀錄
2008年4月23日，三名釣魚發燒友的士司機「阿植」、黃仔和家庭主婦米奇在香港汲水門大橋對開的青洲灣海面釣魚，與巨魚搏鬥90分鐘後，釣到一條被稱為「海上鑽石」的巨型黃唇魚；這條大魚重85公斤，長66吋，價值估計超過100萬元，是近數十年來在港捕捉到最大的一條黃鰲魚。釣得這條罕見「魚王」的釣友，竟以兩萬元港幣賤賣給船家。據說船家事後以58萬元轉售給海鮮酒家，而酒家再轉賣到內地估計有一倍以上利潤。
2010年2月1日，香港一名釣魚發燒友與友人在香港以南的擔杆列島水域，釣獲一條重32.8斤有「海上鑽石」之稱的黃鰲魚（又名黃唇魚），他估計魚鰾起碼值30萬港幣。
2012年8月，中国福建一渔夫在海边拾得一昏死黄唇鱼，重达80千克。卖给当地一鱼贩获得人民币约300万元。
2017年5月4日，中國一福建籍漁船於閩粵交界海域捕獲1條黃唇魚（體重61公斤），經競價，最終以人民幣347萬（約新台幣1,520萬元）價格，由深圳來客購得。
2019年5月，據報於香港海域被釣魚人士發現在海面載浮載沉（目測<70cm），被船家撈起,一度因分成問題發生爭執。後來據稱135萬港元成交。

### 引用
1. ↑  Ng Wai Chuen（University of Hong Kong）& Cheung, W.（University of British Columbia）. . The IUCN Red List of Threatened Species 2006.   [2009-04-04].
2. ↑  . 蘋果日報. 2008年4月25日  [2015年12月24日]. （原始内容存档于2017年6月6日）.
3. ↑  . 蘋果日報. 2010年2月3日  [2015年12月24日]. （原始内容存档于2016年3月4日）.
4. ↑  .   [2012-08-18]. （原始内容存档于2012-08-21）.
5. ↑  . 中央通訊社. 2017-05-04  [2017-05-05] （中文（繁體））.[永久]

## 外部連結
- 全球魚庫FishBase （页面存档备份，存于）
- 世界自然基金會 - 海洋十寶
- 香港海水魚網